# Rob Rensenbrink
Pieter Robert "Rob" Rensenbrink, född den 3 juli 1947 i Amsterdam, död den 24 januari 2020 i Oostzaan, var en nederländsk professionell fotbollsspelare.
Rensenbrink var en av Nederländernas bästa anfallare under 1970-talet och deltog i VM 1974 och VM 1978. 1978 gjorde Rensenbrink tre mål i matchen mot Iran. I finalen var han ytterst nära att avgöra för Nederländerna i slutet av ordinarie matchtid då han sköt i stolpen. I förlängningen kom Argentina att avgöra och Rensenbrink och Nederländerna blev återigen silvermedaljör i VM. Rensenbrink spelade sin första landskamp för Nederländerna den 30 maj 1968 mot Skottland. Matchen slutade 0–0. Han gjorde 14 mål på 46 landskamper.
Rensenbrink är den spelare som gjorde flest mål i Cupvinnarcupens historia (25). Han vann Cupvinnarcupen två gånger med sin belgiska klubb Anderlecht. Med denna klubb blev han även belgisk ligamästare två gånger och belgisk cupmästare fyra gånger. Han vann även belgiska cupen en gång med Club Brugge.

## Meriter

### Landslag
- VM i fotboll
  - Silver 1974, 1978
  - All star-laget 1974, 1978
- EM i fotboll
  - Brons 1976

### Klubblag
- Europeiska supercupen
  - 1976, 1978
- Cupvinnarcupen
  - 1975/76, 1977/78
  - Flest mål i cupens historia (25)[2]
  - Flest mål 1975/76
- Belgiska ligan
  - 1971/72, 1973/74
  - Skyttekung 1972/73
  - Årets spelare 1976
- Belgiska cupen
  - 1969/70, 1971/72, 1972/73, 1974/75, 1975/76

### Övrigt
- Fifa 100